# Phraya Manopakorn Nititada
Phraya Manopakorn Nititada (en tailandés: พระยามโนปกรณ์นิติธาดา) nacido Kon Hutasingh (en tailandés: ก้อน หุตะสิงห์), el 15 de julio de 1884 - 1 de octubre de 1948. Fue el primer ministro de Siam después de La revolución siamese de 1932, fue elegido por el líder del Partido Populista - el partido que inició la revolución. Sin embargo, al siguiente año, Manoparkorn fue destituido del cargo por un golpe de Estado en 1933 debido a conflictos entre los miembros del Partido Populista.

## Primeros años

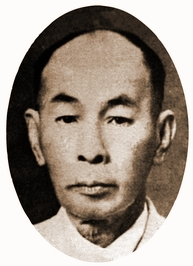
Phraya Manopakorn Nititada

Kon Hutasingha nació el 15 de julio de 1884 en Bangkok, hijo de Huad y Kaew Hutasingha (Thai: นายฮวด กับนางแก้ว หุตะสิงห์), ambos de origen Chino. Recibió su educación primaria en Suankularb Wittayalai School ubicada en Bangkok. Estudió leyes en Assumption College y en La Escuela de Leyes del Ministro de Justicia. Posteriormente, continuó con sus estudios en el extranjero; en el Middle Temple, en Londres, Inglaterra. Después de haber terminado su educación, comenzó a trabajar para el ministro de Justicia y subió en el escalón tradicional hasta que eventualmente se le fue concedido el título de Phraya y recibió su nombre honorífico: "Manopakorn Nititada". En 1918, ganó un asiento en el Consejo Privado de Rey Vajiravudh (o Rama VI).

## La Revolución y el primer ministro
Siguiendo la Revolución de 1932, el Rey Prajadhipok (o Rama VII) dio su consentimiento a una Constitución Provisional el 27 de junio de 1932. La primera  Asamblea Popular de Siam, compuesta en su totalidad por miembros designados, se reunió por primera vez el 28 de junio. El revolucionario Khana Ratsadon, al no querer aceptar que habían instigado la revolución por sí mismos, decidió elegir a Phraya Manopakorn como Presidente del Comité. Era considerado como una figura, en gran medida, neutral y limpia, pero al mismo tiempo era lo suficiente respetado para tomar la posición.
Como resultado la Asamblea, con el asesoramiento de Pridi Panomyong, uno de los líderes de Khana Ratsadon, ofrecieron a Manopakorn el puesto de "Presidente del Comité Popular" - una versión anterior al puesto de primer ministro.
La primera misión del gabinete de Phraya Manopakornt era redactar una constitución permanente. El Rey Prajadhipok hizo una observación sobre el término "Presidente del Comité Popular" el cual, para él, sonaba como una frase comunista o republicana. Después de un debate, el nombre del oficio fue cambiado a "Primer Ministro". La primera constitución de Siam fue promulgada bajo la vigilancia de Phraya Manopakorn el 10 de diciembre de 1932 hoy en día el día es celebrado como "Thai Constitution Day".
Poco después de que Phraya Manopakorn se convirtiera en la cabeza del primer Gobierno de Siam constitucional, el Consejo de Ministros fue conformado por el gabinete que contaba con miembros mitad populistas y la otra mitad por altos funcionarios militares designados bajo la dirección del partido, provocando así que Phraya Manopakorn, en esencia, se convirtiera en un títere de Khana Ratsadon y el estado en un país con un único partido político.

## Incidente del Yellow Cover Dossier y Golpe de Estado
En 1933, Pridi Panomyong, para ese entonces Ministro de Estado, presentó su Proyecto de Plan Económico o Yellow Cover Dossier al Rey Prajadhipok. El proyecto consistía en un plan económico, el cual abogaba por soluciones socialistas a los muchos problemas financieros y económicos que enfrenaba el país. Prajadhipok incluso referenció al expediente como "comunista" y atacó públicamente a Pridi. Después de que el proyecto de Pridi fuera rechazado, su estatus cayó y causó una ruptura entre los miembros del Partido Popular y el propio Comité Popular.
Phraya Manopakorn negó a todos aquellos que se oponían al plan socialista de Pridi incluyendo a Phraya Songsuradet y disolvió su propio gabinete para tratar de expulsar a Pridi, quien tenía un gran soporte dentro del Partido Popular. Con el fin de recuperar algo de estabilidad y silenciar a los críticos, Phraya Manopakorn suspendió algunos artículos de la constitución. Manopakorn prohibió a la Asamblea Popular su participación en futuras reuniones y el poder judicial se cerró. Pridi fue forzado a abandonar el país y volar hacia Francia. Se dijo que Manopakorn "lideró el golpe con su pluma", este evento se le conoce, en Tailandia, como el Golpe de abril de 1933 (o el Golpe Silencioso) (Thai: รัฐประหารในประเทศไทย เมษายน พ.ศ. 2476). Phraya Manopakorn entonces aprobó la Ley Anticomunista, misma que le daba el poder de arrestar a aquellos sospechosos de tener ideologías comunistas, razón por la cual todo el Comité Central del Partido comunista de Siam fue arrestado y encarcelado. 
Después del Yellow Dossier Incident, el nivel de libertad política fue radicalmente reducido por la policía de Phraya Manopakorn. Censuró muchas actividades de izquierda, incluyendo el cierre de muchos periódicos y publicaciones. Sin embargo, el Partido Popular, quien lo nombró primer ministro, pronto llegaría a su caída. El 16 de junio, Phraya Pahol Polpayuhasena, el líder militar más poderoso del país y miembro del Partido Popular, en conjunto con otros tres oficiales superiores, se retiraron del Comité Popular por "razones de salud".

## Muerte y Legado
El Golpe de Estado ocurrió el 20 de junio y fue liderado por Phraya Pahol y otros líderes militares. Phraya Manopakorn fue inmediatamente retirado como primer ministro, mientras que Phraya Phahol se nombró a sí mismo el Segundo primer ministro del país y se hizo cargo del Gobierno y finalmente el Rey Pradhipok aceptó su nombramiento. Manopakorn fue exiliado a Penang, Malasia Británica, en tren y pasó el resto de su vida ahí hasta su muerte en 1948, contando con 64 años de edad.
No solamente Phraya Manopakorn fue el primer primer ministro de Siam, sino también fue el primer ministro Siamese que fue exiliado del cargo a través un golpe de Estado. Es significativo el hecho de que fue la milicia quien lo quitó de su cargo. A pesar de que fue el primero, no sería el último primer ministro civil derrocado por un golpe de Estado. Su legado es debatible; por un lado, tomo las riendas del poder en un tiempo extremadamente complicado (Caída de Wall Street de 1929), pero por el otro lado se excedió en sus poderes y fue capaz de controlar el poder de Khana Ratsadon quien se volvió sumamente dictatorial. 